# Distretto di Mae Tha (Lampang)
Il distretto di Mae Tha (in thailandese: แม่ทะ) è un distretto (amphoe) della Thailandia, situato nella provincia di Lampang.